# Боровинська вулиця
Боровинська ву́лиця — вулиця в Подільському районі міста Києва, садове товариство «Арсеналець». Пролягає від вулиці Стеценка до вулиці Івана Виговського.